# Marcha de los sin trabajo
Marcha de los sin trabajo, marcha de los desempleados o marcha de los parados (en yidis - אַרבעטלאָזע מארש- Arbetloze Marsch, Arbeitslosenmarsch en alemán y March of The Jobless o March of the Unemployed en inglés) es una de las canciones más populares del músico y compositor socialista polaco Mordechaj Gebirtig. Tanto el texto como la melodía fueron escritos por él mismo.

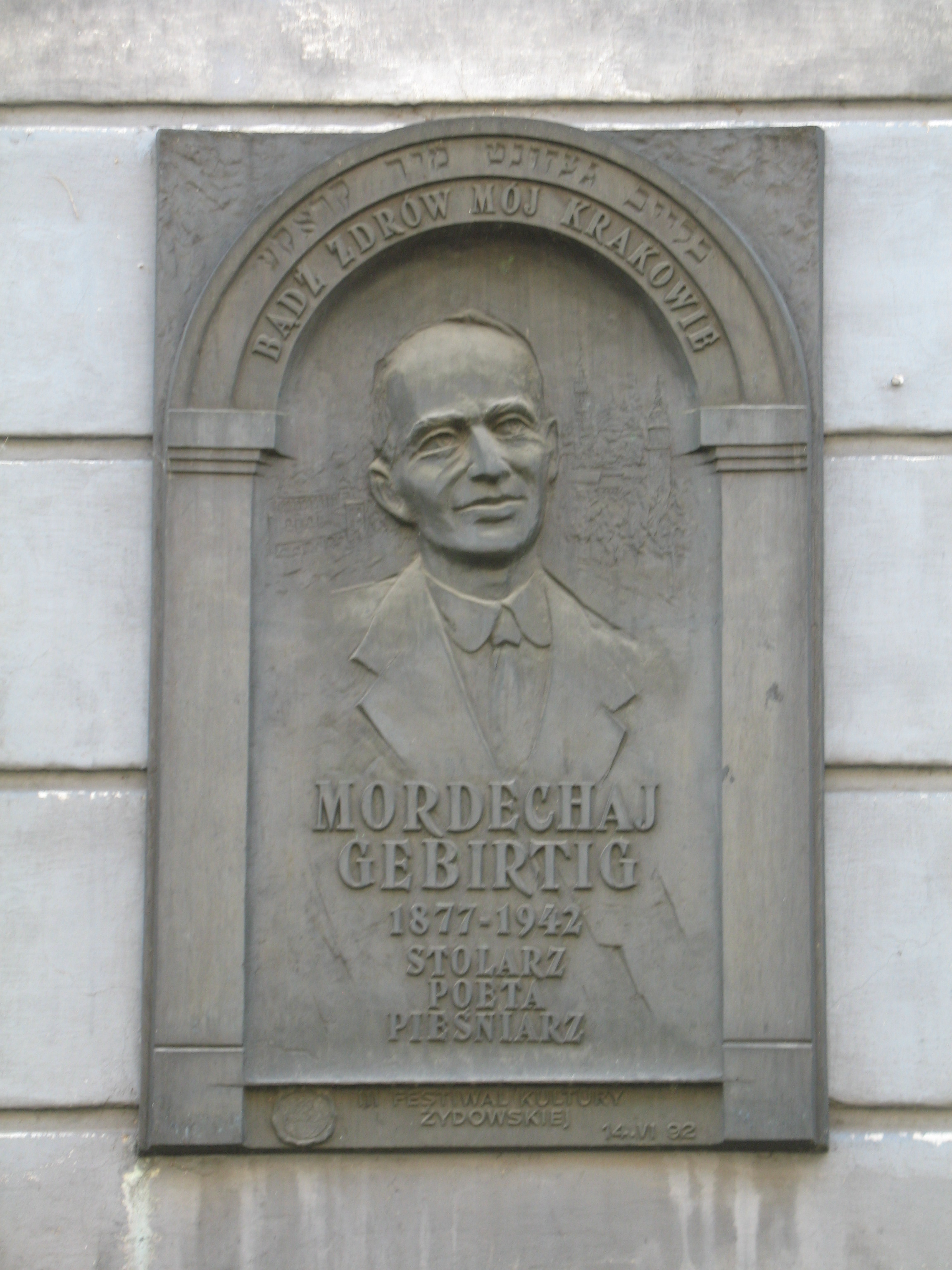
Placa conmemorativa en honor de Mordechaj Gebirtig, ul. Berka Joselewicza 5, Cracovia, Polonia.

## Mordechaj Gebirtig
Mordechaj Gebirtig nació en Cracovia en 1877 y murió tiroteado por los nazis en el gueto de Cracovia el 4 de junio de 1942. Fue un carpintero, poeta, compositor y militante socialista polaco que escribió en yidis. 
Gebirtig era carpintero, arreglaba muebles viejos; vivía con su mujer Blumke y sus tres hijas en el barrio de Kazimierz en Cracovia. Por la noche componía canciones en yidis. Fue autodidacta en cuanto a su formación literaria. Componía sus canciones con una pequeña flauta. Compuso 90 canciones en yidis (lengua germánica de origen asquenazi escrita en hebreo habitualmente -desde infantiles hasta canciones proletarias y socialistas.

## Letra de lamarcha de los parados
La letra original en yidis es de Gebirtig. Christof Hoyler hizo una versión en alemán manteniendo título y melodía pero modificando la letra. Àngel Ferrero ha realizado una traducción y adaptación al español de la versión original en yidis publicada en la revista Sin Permiso:

### Letra en español - La marcha de los desempleados
Un, dos, tres cuatro,

marchamos, sin trabajo,

ninguno se acuerda ya

de cómo suena la herramienta

mientras las máquinas, sin vida,

en la fábrica se oxidan.

Y nosotros a pasear

como ricos: sin trabajar

como ricos: sin trabajar.

Un, dos, tres cuatro,

marchamos, sin trabajo,

sin ropa y sin hogar,

no nos da para el alquiler

y el que puede hincar el diente

tiene que compartirlo con veinte

los ricos ya no pueden más

pan y agua para los demás

pan y agua para los demás.

Un, dos, tres, cuatro,

marchamos, sin trabajo,

años dejándonos la piel

trabajando más y más

en tierras, casas, factorías

en beneficio de una minoría

¿todo esto a cambio de qué?

Hambre y paro y nada más.

Hambre y paro y nada más.

Un, dos, tres, cuatro,

marchamos así, al compás,

paso a paso y al son

cantando nuestra canción

de una nueva sociedad,

donde paro ya no hay más

con justicia e igualdad

un país en libertad

un país en libertad.

|}

### Letra original en yidis - Arbetloze Marsch
| Eynz, tsvey, dray, fir, arbetloze zenen mir. Nisht gehert khadoshim lang in fabrik den hamer klang, z lign keylim kalt fargezn, z nemt der shaver zey shoyn frezn. Geyn mir arum in gaz, vi di gvirim puzt un paz. | eynz, tsvey, dray, fir, arbetloze zenen mir. On a beged on a heim, undzer bet iz erd un leym. Hot nokh ver voz tsu genizn, taylt men zikh mit yedn bizn. Vazer vi di gvirim vayn, gizn mir in zikh arayn. | eynz, tsvey, dray, fir, arbetloze zenen mir. Yorn lang gearbet shver, un geshaft altz mer un mer. Hayzer, shleser, shtet un lender, far a hoyfele farshvender. Undzer loyn derfar iz voz, hunger noyt un arbetloz. | eynz, tsvey, dray, fir, ot azoy marshirn mir. Arbetloze trit nokh trit, un mir zingen zikh a lid. Fun a land, a velt a naye, vu ez lebn mentshn fraye. Arbetloze iz keyn shum hant, in dem nayen frayen land. |

## Versiones
Existen variadas versiones musicales. La canción ha sido recuperada por grupos como Banda Bassotti y Daniel Kahn and The Painted Bird.